# La Maison des mères
La Maison des mères (titre original : Chapterhouse: Dune) est un roman de Frank Herbert publié en 1985 aux États-Unis.
Il s’agit du sixième livre du cycle de Dune qui poursuit l'histoire contée dans le roman Les Hérétiques de Dune, et le dernier roman écrit par Herbert, clôturant ainsi le cycle originel.
La Maison des mères se termine par un cliffhanger, et la mort subséquente d'Herbert en 1986 laissa certaines intrigues globales de la série non résolues,,. Deux décennies plus tard, le fils de Herbert, Brian Herbert, avec Kevin J. Anderson, publie deux suites (Les Chasseurs de Dune en 2006 et Le Triomphe de Dune en 2007) basées, en partie, sur les notes laissées par Frank Herbert pour ce qu'il appelait Dune 7, son propre septième roman de la série du cycle de Dune.

## Résumé
Le Bene Gesserit fait face à la destruction. Les Honorées Matriarches, revenues de la Grande Dispersion, menacent en effet d’annihiler l'ordre des Révérendes Mères dans une lutte sanguinaire. Déjà, les Matriarches ont réduit à néant le Bene Tleilax, pulvérisant ses planètes centrales et exterminant sa population. Mais il s’avère que ces « furies » semblent elles-mêmes fuir une menace, issue comme elles de la Dispersion, comme le montre l'apparition des futars, des créatures mi-hommes mi-félins qui semblent avoir été créés dans un seul but : tuer les Matriarches en les paralysant de leur cri, mais qui n’obéissent qu’à leurs mystérieux maîtres, les belluaires…
Le Bene Gesserit, dirigé par la Mère supérieure Darwi Odrade, joue ses derniers atouts. Le projet de transformation de la planète du Chapitre (la planète-mère de l'ordre) en une nouvelle Dune se poursuit, visant à relancer la production de l’Épice. Par ailleurs, Odrade espère que son jeune ghola (clone) du légendaire Bashar suprême Miles Teg (dont elle a pu récupérer quelques cellules peu avant sa mort, dans le roman précédent), pourra les aider à vaincre les Matriarches quand celui-ci aura grandi et récupéré ses souvenirs originaux. Dans ce but, elle charge le ghola Duncan Idaho (le dernier ghola élevé sur Gammu qui, dans le roman précédent, avait récupéré la mémoire grâce à Teg) de réveiller les souvenirs originaux du ghola de Teg. 
Cependant Scytale, le dernier Maître Tleilaxu, sauvé in extremis par le Bene Gesserit, et depuis prisonnier dans un non-vaisseau indétectable sur la planète du Chapitre, reste le seul à posséder la connaissance pour produire artificiellement l’Épice de synthèse avec les cuves Axlotl. Mais celui-ci refuse de révéler son secret. Scytale possède aussi, dissimulé dans sa poitrine, une « capsule anentropique » qui recèle des cellules prêtes à régénérer des Danseurs-Visage de la nouvelle génération, ainsi que tous les principaux héros de la saga (dont Paul Atréides ou dame Jessica). Espérant monnayer ses connaissances auprès des Sœurs, son pouvoir de négociation est cependant diminué lorsque la Révérende Mère Sheana lui présente le premier ver des sables né sur la planète du Chapitre (rejeton du dernier ver qui existait dans l'univers, sauvé de la destruction de Rakis par Teg peu avant sa mort, dans le roman précédent), et donc le vecteur du renouveau de l’Épice. Les Sœurs essaient alors d’amener Scytale à elles grâce à leur croyance commune, la « grande Croyance » des Tleilaxu qu'elles ont fait semblant d'adopter, mais Scytale se méfie et attend, projetant d'utiliser Duncan Idaho (un ghola créé par le Tleilax) pour faire aboutir ses plans.
Dans le même temps, la Révérende Mère Lucille, en mission sur la planète Lampadas (menacée de destruction par les Matriarches), réussit à quitter la planète-école du Bene Gesserit avec son fardeau, une copie des Mémoires Secondes de ses Sœurs. Après s'être posée sur la planète Gammu à la suite de l'avarie de son vaisseau, elle est recueillie par une organisation secrète, l’Israël Secret, qui la cache. Mais celle-ci finit par la livrer aux Matriarches, seule solution que son chef a trouvé pour survivre, trahissant de fait Lucille. Mais auparavant, Lucille aura pu partager son fardeau avec Rebecca, une jeune femme juive de l’Israël Secret qui est aussi une Révérende Mère « sauvage », qui copiera sa mémoire, à charge pour elle de rejoindre la planète du Chapitre.
Prisonnière de la Très Honorée Matriarche Dama, Lucille tente de trouver une échappatoire à son incarcération, sentant le manque de Mélange s'installer dans son organisme et la diminution de son shere. Mais, à la suite de différences fondamentales entre leurs deux philosophies, et après avoir tenté le diable, Lucille est tuée par Dama, alors même que celle-ci pensait lui faire rejoindre son camp.
À la suite de la chute de Lampadas (malgré la défense de l'armée du Bene Gesserit, dirigée par le Bashar Burzmali), une attaque menée par le ghola de Miles Teg est lancée contre les Honorées Matriarches : d'abord sur Gammu, puis Jonction. L’attaque semble être une franche victoire pour les forces Bene Gesserit, guidé par le ghola du rusé Bashar-Mentat revenu d'entre les morts ; mais l'utilisation de « l’arme » sur Jonction par les Honorées Matriarches renverse le cours des évènements, anéantissant la force d'attaque Bene Gesserit.
La bataille sur Jonction se termine alors sur un coup de dé : l'Honorée Matriarche Murbella (capturée dans le roman précédent par Lucille), ayant suivi l'enseignement des Sœurs, atterrit sur Jonction et fait croire à ses anciennes comparses qu’elle s’est échappée pour leur ramener les tant convoitées connaissances Bene Gesserit. Cependant, grâce à cet entraînement, Murbella n'est plus qu’une simple Matriarche, mais une véritable Bene Gesserit. À peine arrivée, elle assure son contrôle sur ses anciennes sœurs en démontrant la supériorité de son héritage mixte, éliminant toutes celles qui s'opposent à elle. Puis, elle initie une alliance forcée, accédant (après la mort de Darwi Odrade et l’élimination de Logno, la Matriarche qui avait succédé à Dama et fait tuer Odrade) au rang de Très Honorée Matriarche, en plus de devenir la nouvelle Mère supérieure du Bene Gesserit.
À la fin du roman, Duncan Idaho s’échappe de la planète du Chapitre vers l’inconnu, à bord du non-vaisseau où il était contraint de demeurer prisonnier. Il emporte avec lui une petite colonie d'individus, qui paraît destinée à fonder un nouveau monde, dont notamment : Sheana (son alliée secrète, qui espérait comme lui échapper à l’emprise des Sœurs), une Révérende-Mère qui possède les gènes de Siona Atréides qui la rendent indétectable aux prescients ; également Scytale, le dernier Maître du Bene Tleilax ; mais aussi l'un des rejetons du dernier ver des sables, qui porte en lui une « perle de la conscience » du « Dieu Fractionné » (l'ancien Empereur-Dieu Leto II). Murbella comprend le plan de Duncan et Sheana à la dernière minute, mais est impuissante à les arrêter quand leur vaisseau s'échappe.
C'est alors qu'un mystérieux couple de vieillards assiste, au travers de l’espace-temps, à la fuite du vaisseau de Duncan, qui réussit à faire passer l'appareil au travers d’un « filet » dans lequel les deux créatures projetaient de l’intercepter. La femme reproche alors à l’homme d’avoir laissé Duncan s’échapper, mais l’homme prétexte qu’il n'a pas pu le retenir, parce que celui-ci était « trop dilué ». La saga originale de Frank Herbert s’achève ainsi.

## Postérité
Les événements racontés dans les séries de romans de Brian Herbert (fils de Frank Herbert) et Kevin J. Anderson (séries Dune, la genèse, Dune, les origines, Avant Dune, Après Dune, Légendes de Dune et Chroniques de Caladan) ont été écrits après le cycle initial de Dune, clos par La Maison des mères, bien qu'ils racontent une histoire sur la période se situant avant le cycle original de Frank Herbert et après celui-ci.

## Place dans le cycle de Dune
- Dune
- Le Messie de Dune
- Les Enfants de Dune
- L'Empereur-Dieu de Dune
- Les Hérétiques de Dune
- La Maison des mères